# Шерм-ель-Ходда
Шерм-ель-Хо́дда — бухта, розташована в північній частині Червоного моря. Розташована в межах Саудівської Аравії.
| Саудівська Аравія | Це незавершена стаття з географії Саудівської Аравії. Ви можете допомогти проєкту, виправивши або дописавши її. |